# Solar Music – Live
Solar Music – Live ist das erste Livealbum der deutschen Rockband Grobschnitt. Es erschien im Jahr 1978 bei Metronome Records.

## Entstehung und Veröffentlichung
Im Rahmen der Tour zu Rockpommel’s Land spielten Grobschnitt am 7. April 1978 im Forum der Mülheimer Otto-Pankok-Schule. Die zweite Hälfte des Konzerts bestand aus einer über 50-minütigen Version des Stücks Solar Music, das erstmals 1974 auf Ballermann veröffentlicht wurde, aber schon einige Jahre in unterschiedlichen Versionen fester Bestandteil der aufwändigen Bühnenshows Grobschnitts war.
Die Aufnahmen wurden mit einer 8-Spur-Tonbandmaschine gemacht und im Mai und Juni von Eroc und Geheimrat Günstig in Conny Planks Studio abgemischt. Solar Music – Live wurde schließlich über Metronome veröffentlicht. Im Jahr 1989 erschien das Album erstmals auf CD, von Eroc remasterte Versionen mit Bonus-Titeln erschienen 1998 und 2008.
Am 13. Dezember 2024 erschien ein neuer Mix aus den originalen 16-Spur-Aufnahmen von 1978.

## Titelliste und Stil

### Seite 1
1. Solar Music I – 3:55
2. Food Sicore – 3:50
3. Solar Music II – 5:57
4. Mülheim Special – 11:59

### Seite 2
1. Otto Pankrock – 7:27
2. Golden Mist – 10:08
3. Solar Music III – 9:17

### Bonus-Titel
1. The Missing 13 Minutes
2. Vanishing Towards the East

Grobschnitt spielen auf dem Livealbum Progressive Rock mit starken Krautrock- und Space-Rock-Einflüssen. Es finden sich lange Gitarren- und Keyboardsoli, symphonische und improvisierte Passagen, meditative Klangteppiche sowie skurrile Ansagen.

## Rezeption
Solar Music – Live gilt als wichtiges Livealbum aus der Hochzeit des Progressive Rock und als Klassiker der Band. Horst Straske von den Babyblauen Seiten findet „Grobschnitt klingen hier in für die damalige Zeit zukunftsweisenden Klangelementen auch im 21. Jahrhundert noch auf der Höhe der Zeit und haben eine optimale Balance aus episch-symphonischen Strukturen sowie wohl durchdachtem Improvisationstalent vollbracht“. Das Musikmagazin eclipsed nahm Solar Music – Live in seine Liste der 150 wichtigsten Prog-Alben auf.